# Leopoldo Molano y Martínez
Leopoldo Molano y Martínez (1837-1921) fue un político, abogado y escritor español, diputado a Cortes durante el reinado de Isabel II y la Restauración.

## Biografía
Nacido en Badajoz el 4 de marzo de 1837, estudió la segunda enseñanza en el Instituto provincial de Badajoz y siguió la carrera de leyes, que terminó en la Universidad Central. Desde 1860 ejerció la abogacía en Badajoz. Los compromisos políticos de su familia le llevaron a militar al partido moderado, donde se encontraban su padre Manuel Molano y su tío el exministro de la Gobernación Ventura Díaz. A pesar de su corta edad, y empujado por estos, fue elegido diputado a Cortes para la legislatura de 1864 a 1865, perteneciendo desde el primer momento a la mayoría. Fue después reelegido a las Cortes de 1866 a 1868. Durante el sexenio revolucionario, Leopoldo Molano se retiró de la vida pública, y pasó a cultivar sus aficiones literarias. Escribió en prosa y verso trabajos publicados, sin firma la mayoría de ellos, en varias revistas y periódicos de Madrid. Una vez tuvo lugar la Restauración colaboró en publicaciones como El Pabellón Español y El Tiempo. El 9 de agosto de 1875 recibió la gran cruz de Isabel la Católica. Entre sus obras se encuentra la sátira en tercetos titulada Defensa de la política. Fue diputado en las segundas Cortes de la Restauración y en las últimas del gabinete de Cánovas del Castillo, período durante el cual desempeñó el cargo de gobernador civil de la provincia de Huelva. Falleció el 4 de julio de 1921.